# Třída Vikram (2017)
Třída Vikram je třída oceánských hlídkových lodí indické pobřežní stráže. Celkem byla objednána stavba sedmi plavidel této třídy. Do služby byly přijaty v letech 2018–2021.

## Pozadí vzniku
V březnu 2015 byla objednána stavba sedmi jednotek této třídy. Plavidla staví indická loděnice Larsen & Toubro Defence v Kattupalli poblíž Čennaí.
Jednotky třídy Vikram:
| Jméno             | Založení kýlu    | Spuštěna          | Vstup do služby | Status  |
| ----------------- | ---------------- | ----------------- | --------------- | ------- |
| ICGS Vikram (33)  | březen 2016      | 27. října 2017    | 11. dubna 2018  | aktivní |
| ICGS Vijaya (34)  |                  | 20. ledna 2018    | 14. září 2018   | aktivní |
| ICGS Veera (35)   |                  | 28. srpna 2018    | 15. dubna 2019  | aktivní |
| ICGS Varaha (41)  |                  | 2. listopadu 2018 | 25. září 2019   | aktivní |
| ICGS Varad (40)   | 3. července 2018 | 31. srpna 2019    | 28. února 2020  | aktivní |
| ICGS Vajra (37)   | 3. července 2018 | 27. února 2020    | 23. března 2021 | aktivní |
| ICGS Vigraha (39) |                  | 6. října 2020     | 28. srpna 2021  | aktivní |

## Konstrukce

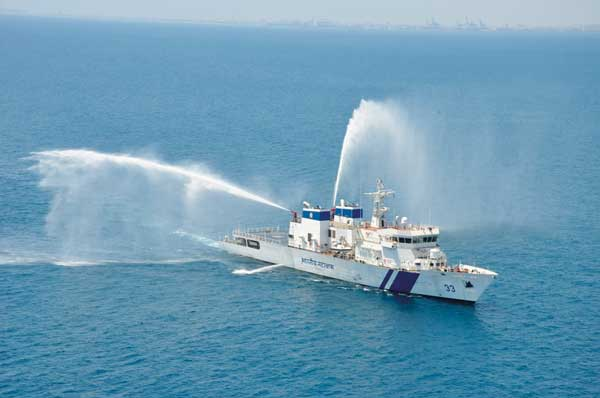
ICGS Vikram (33)

Výzbroj tvoří jeden 30mm kanón CRN 91 a dva 12,7mm kulomety. Na zádi se nachází přistávací plocha a hangár pro vrtulník HAL Dhruv. Nejvyšší rychlost dosahuje 26 uzlů. Dosah je 5000 námořních mil.